# Сан Грегорио ди Катания
Сан Грего̀рио ди Ката̀ния (на италиански: San Gregorio di Catania, на сицилиански San Grigoriu, Сан Григориу) е град и община в Южна Италия, провинция Катания, автономен регион и остров Сицилия. Разположен е на 321 m надморска височина. Населението на общината е 11 604 души (към 2010 г.).